# 卜部氏
卜部氏（うらべうじ）は、「卜部」を氏の名とする氏族。
古代の祭祀貴族の一つで、卜占（ぼくせん）による吉凶判断を業としていた氏族である。占部・浦部・浦邊とも表記する。

## 概要
卜部とは亀卜（亀甲を焼くことで現れる亀裂の形（卜兆）により吉凶を占うこと）を職業とした品部。系統が異なる氏族が日本各地に存在するが、このうち伊豆・壱岐・対馬の卜部氏は神祇官の官人に任ぜられ、神祇官の次官（大副・少副）には伊豆卜部氏が、下級職員である卜部には伊豆5人・壱岐5人・対馬10人の、それぞれ卜術に優秀な者が任じられた。この三カ国以外の卜部氏は日本古来の卜占である太占に関係した氏族の後裔であるという。

## 伊豆卜部氏
平安時代前期の卜部平麻呂（神祇権大佑）を実質的な祖とするが、平麻呂以前は明確ではない。平麻呂を大中臣清麻呂の孫にあたる大中臣智治麻呂の子とする系図もあるが、後世の仮冒とされる。三嶋大社に神官として仕えていた氏族であるという説がある。姓は宿禰であったが、応安8年/文中4年（1375年）に吉田兼煕が朝臣姓に改姓。
平麻呂の子孫は後に吉田社系と平野社系に分かれ、代々神祇大副及び神祇少副を輪番で務める。
吉田社の系統は冷泉のち室町を家名とするが、永和4年/天授4年（1378年）に足利義満が室町第に移ったことに伴い、吉田兼煕がそれまで名乗っていた室町を憚って、社務を務める吉田に家名を改めた。江戸時代には堂上家（半家）として三家（吉田家・萩原家・錦織家）を数えた。平野社の系統は江戸時代に猪熊家のち藤井家を称し、堂上家（半家）に列した。
なお、吉田社系の氏人に『徒然草』の作者卜部兼好がいるが、本来は「卜部兼好」が正しい。兼好は吉田に家名を改めた兼煕より前の時代の人物であり、「吉田兼好」の名は鎌倉時代および南北朝時代の史料にはまったく見られない。更に中世和歌史研究者小川剛生により、今日伝わる兼好の系譜自体が吉田神道の創始者でもある吉田兼倶による捏造で、実際の兼好はどの系統の卜部氏の出自であるかは分からないとの指摘がされている。

## 壱岐卜部氏
伊吉島造家の伊岐氏（伊岐直）の一族。神功皇后の四太夫の一人で、天児屋根命12世の孫にあたる雷大臣命の子である真根子命を伊岐直の祖とする系図や、壱岐卜部氏の氏人である是雄の賜姓記事（伊伎宿祢姓）において先祖を雷大臣とするとの記載により、中臣氏族とする。一方で、中臣氏族とする系図は仮冒で、高皇産霊神の後裔月神命の子孫である壱岐県主の一族とする説もある。姓は宿禰。
氏人には、『秦氏本系帳』に見える欽明天皇朝の「卜部伊吉若日子」や、貞観5年（863年）に卜部宿禰から伊伎宿禰に改姓した、是雄・業孝がいる。

## 対馬卜部氏
対馬県主家の対馬県氏（対馬県直）の一族。対馬県直は、史料によって祖神は変わり、候補としては建比良鳥命、天児屋根命、雷大臣命、建弥己己命（天穂日命の曾孫・高皇産霊尊の5世孫）、押瞻命がいる。
平安時代の末裔として、以下の人物が見える。
- 上県郡擬主帳卜部川知麻呂
- 下県郡擬大領直浦主
- 下県郡擬大領直氏成
- 上県郡擬少領直仁徳

『新撰亀相記』によれば、上県郡に直氏と卜部氏、下県郡に直氏と卜部氏と夜良直氏がおり、上下の直氏を国造としている。
厳原町にある与良祖神社（よらのおやじんじゃ）は夜良直氏の祖神を祀っているとされる。

## 神社に仕えた卜部氏

### 鹿島神宮の卜部（常陸国）
上古より鹿島神宮に仕え、太占に携わった家系とされ、鹿島神宮の周辺には卜部氏が居住していたという。天平18年（746年）常陸国鹿嶋郡の卜部5戸が中臣鹿島連姓を賜姓された。

### 葛城一言主神社の卜部（大和国）
平安時代の僧源信の父を卜部正親とし、葛城の神に仕えた古卜家の後裔とする。

### 宗像神社の卜部（筑前国）
奈良時代の筑前国の戸籍には卜部の氏人が多数見られ、古代宗像神社に仕えた家の後裔とする。江戸時代には黒田氏（東蓮寺藩）の家臣となった。

## その他の卜部氏
前述のほか、陸奥国・下総国・駿河国・近江国・因幡国等の風土記・奈良時代の戸籍に卜部姓が見られる。